# Ненецки език
Ненецкият език се говори от ненците в северните части на Русия.
Има 2 основни диалекта: тундров и горски, които са слабо разбираеми помежду си.

## Особености
- Сричката има следния строеж: начална съгласна, гласна, крайна съгласна, която не е задължителна.
- Началната сричка не може да започва с гласна, освен при отпадене на начално /ŋ/.
- Няма дълги гласни или дифтонги.
- Няма струпване на повече от една съгласна в началото и края на думата.
- Не са разрешени повече от 2 съгласни в средата на думите.
- Езикът е аглутинативен.

## Писменост
Използва се видоизменена кирилица с прибавени ӆ /ʎ/, ӈ /ŋ/, ', " /ʔ/.